# Мишнево (Владимирская область)
Мишнево — деревня в Камешковском районе Владимирской области России, входит в состав Второвского муниципального образования.

## География
Деревня расположена в 15 км на восток от центра поселения села Второво и в 10 км на юг от райцентра Камешково.

## История
В конце XIX — начале XX века Мишнево крупная деревня в составе Эдемской волости Ковровского уезда. В 1859 году в деревне числилось 79 дворов, в 1905 году — 143 двора.
С 1929 года деревня входила в состав Патакинского сельсовета Ковровского района, с 1940 года — в составе Камешковского района, позднее в составе Волковойновского сельсовета. С 2005 года в составе Второвского муниципального образования.

## Население
| 1859 | 1897 | 1905 | 1926 |
| ---- | ---- | ---- | ---- |
| 548  | 681  | 969  | 830  |

| 1859 | 1897 | 1905 | 1926 | 2002 | 2010 | 2021 |
| ---- | ---- | ---- | ---- | ---- | ---- | ---- |
| 548  | ↗681 | ↗969 | ↘830 | ↘116 | ↘72  | ↗81  |

## Известные люди
В деревне родились советский партийный и государственный деятель, член ЦК КПСС Николай Павлович Дудоров и последний начальник ГУВД исполкома Московского городского Совета генерал-лейтенант милиции Николай Степанович Мыриков.